# Vasîl Barladeanu
Vasil Barladeanu (în ucraineană Василь Барладяну; n. 23 august 1942, Șipca, Guvernământul Transnistriei – d. 3 decembrie 2010, Odesa, Ucraina) a fost un istoric de artă, poet, jurnalist, politician și românist ucrainean, membru al Uniunii Scriitorilor și al Uniunii Jurnaliștilor din Ucraina.
A fost autor a peste o mie de lucrări științifice, publicistice și jurnalistice în limbile ucraineană, rusă, română, germană, engleză și franceză. 
Prin decretul președintelui Ucrainei Viktor Iușcenko din 26 noiembrie 2005, i s-a acordat Ordinul de merit, gradul III.

## Biografie
S-a născut în satul Șipca din județul Dubăsari, Guvernământul Transnistriei, în familia generalului armatei RPU, Andrii Hulîi-Hulenko. Când avea trei ani, tatăl a fost condamnat la muncă forțată în minele de uraniu din Mongolia, unde a și murit.
În 1964, a absolvit Școala corespondenților de război din Odesa, iar în 1970, la Facultatea de Filologie a Universității din Odesa.
În calitate de istoric de artă, în anii 1966-1969 a făcut practica în muzee din Moscova, Leningrad, Ucraina de Vest și Galeria Națională din Praga.
În anii 1971-1972 a studiat la Facultatea de Istorie și Filologie a Universităților din București și Sofia. Din decembrie 1969 până în mai 1974, a condus sala de istorie a artei din cadrul Universității din Odesa, ulterior, a predat istoria artei mondiale și ucrainene, literatura clasică europeană, etică și estetică la Institutul de ingineri marini din Odesa. A studiat arta populară ucraineană, legăturile medievale literare, artistice și religioase ale Ucrainei cu Bulgaria, Serbia, Grecia, Italia și principatele române. 
A fost prizonier politic în perioada anilor 1977-1983, fiind învinuit de naționalism ucrainean. Persecuția sistematică a început însă în mai 1972, în timpul unui interogatoriu la departamentul regional al KGB, drept urmare, a fost expulzat din PCUS, ulterior, demis din funcția sa de la Universitatea din Odesa. A fost, de asemenea, concediat de la Muzeul de Arhitectură și Viață Populară din Kiev.
A fost eliberat la 28 februarie 1983, după care a lucrat la Odesa ca electrician. În această perioadă scrie povestea „Pe drumul mamei” (В дорозі до матері), drama istorică „Ovidiu” (Овідій), o colecție de poezii „Către Oksana” (До Оксани), precum și o serie de articole despre istoria culturii ucrainene.
La 6 septembrie 1987, împreună cu deținuții politici Mîhailo Horîn, Ivan Ghel, Zorian Popadyuk, Stepan Hmara și Viaceslav Ciornovil, a creat Grupul de inițiativă ucraineană pentru eliberarea prizonierilor de conștiință, care la 8 septembrie a intrat în Comitetul internațional pentru protecția prizonierilor politici.
În septembrie 1987, a intrat în redacția revistei „Buletinul ucrainean” (Український вісник) restaurat de Ciornovil în același an, membru al comitetelor editoriale ale revistelor „Catedra” (Кафедра) și „Perspectivele ucrainene” (Українські перспективи).
În 1990, Barladeanu a vizitat Canada și Statele Unite cu prelegeri despre situația politică din Ucraina. La Toronto a publicat colecții din eseurile sale: „La porțile statului” (Біля воріт держави) și „Încă o dată despre captivitate” (Ще раз про неволю). A publicat zeci de articole în presă pe probleme politice: „Cea de-a cincea coloană” (П'ята колона), „Cum să dezlegăm nodul moldovenesc” (Як розв'язати молдавсь-кий вузол), „Cum să tăiem nodul din Crimeea” (Як розрубати кримський вузол), „Istoria banditismului moscovit” (Історія московського бандитизму) etc. În 1992, a revenit la predare la Universitatea din Odesa, în 1993 a editat revista „Perspective ucrainene” (Українські перспективи) din Chișinău, în 1994 a ținut cursuri la Academia Teologică a Bisericii Ortodoxe Ucrainene. 
A decedat la 3 decembrie 2010.